# Кил
Кил (њем. Kiel) је главни град њемачке савезне државе Шлезвиг-Холштајн. Кил је велика лука на Балтичком мору, повезана на западу са Северним морем Килским каналом. Посједује регионалну шифру (AGS) 1002000, NUTS (DEFO2) и LOCODE (DE KEL) код.
Налази се на источној страни основе полуострва Јиланд, у заливу Кил, на југоистоку Балтичког мора.
Кил је између 1233. и 1242. основао гроф Адолф IV од Холштајна. Град је приступио трговачком удружењу Ханзи 1518. Универзитет Кристијан-Албрехт у Килу је основан 1665. У периоду 1773—1864. град је био под данским суверенитетом. Ту је 1850. конструисана прва немачка подморница Brandtaucher. У годинама 1865—1867. Кил постаје главна база немачке морнарице и значајно бродоградилиште, а 1895. терминал на Килском каналу.
Већим делом (око 80%) град је уништен бомбардовањем у Другом свјетском рату. После рата је поново изграђен, а овде су се доселиле многе њемачке избјеглице са истока. Данас је бродоградња поново најважнија индустрија у граду.
Кил је познат по спортском једрењу. „Килска недеља“ (Kieler Woche) је једна од најзначајнијих свјетских регата. За време Олимпијских игара 1936. и 1972, такмичења у једрењу су одржана у Килу.

## Географија
Град се налази на надморској висини од 5 метара. Његова површина износи 118,6 km².

## Становништво
У самом граду је, према процјени из 2010. године, живјело 237.579 становника. Просјечна густина становништва износи 2.002 становника/km².

## Сусједне општине
Следеће општине граниче са Килом:
- Плен: Менкеберг, Шенкирхен, Швентинентал, Понсдорф, Хонигзе, Бокзе
- Рендсбург-Екенферде: Флинтбек, Молфзе, Милкендорф, Мелсдорф, Отендорф, Кронсхаген, Нојвитенбек, Фелм, Алтенхолц, Денишенхаген, Штранде

## Међународна сарадња
| Мјесто      | Држава               | Врста сарадње | Од    |
| ----------- | -------------------- | ------------- | ----- |
| Вилминс     | Литванија            | контакт       | 2000. |
| Ковентри    | Уједињено Краљевство | партнерство   | 1967. |
| Ћингдао     | Кина                 | пријатељство  | 2005. |
| Васа        | Финска               | партнерство   | 1967. |
| Стокхолм    | Шведска              | контакт       | 2000. |
| Хелсинки    | Финска               | контакт       | 2000. |
| Халме       | Шведска              | контакт       | 2000. |
| Брест       | Француска            | партнерство   | 1964. |
| Гетеборг    | Шведска              | контакт       | 2000. |
| Талин       | Естонија             | партнерство   | 1986. |
| Совјетск    | Русија               | партнерство   | 1992. |
| Копенхаген  | Данска               | контакт       | 2000. |
| Калињинград | Русија               | партнерство   | 1992. |
| Гдиња       | Пољска               | партнерство   | 1985. |
| Осло        | Норвешка             | контакт       | 2000. |
| Рига        | Летонија             | контакт       | 2000. |
| Извор       |                      |               |       |